# 베드포드 애비뉴역
베드포드 애비뉴(Bedford Avenue)역은 뉴욕 지하철 BMT 캐나시선의 역이다. 베드포드 애비뉴와 브루클린 윌리엄스버그의 북7번가(North Seventh Street)의 교차로에 위치해 있으며, 전시간 L 열차가 운행된다. 2015년 연간 총 9,388,289명의 승객이 이용하는 베드포드 애비뉴역은 다운타운 브루클린을 제외한 브루클린에서 가장 붐비는 지하철역일 뿐만 아니라, 한개 지하철 서비스가 제공되는 브루클린에서 가장 붐비는 지하철역이다.

## 역사
베드포드 애비뉴역은 1924년 6월 30일 맨해튼의 6번로역에서 몬트로즈 애비뉴역까지 연장된 지하 캐나시선의 초기 구간의 일부로서 개통되었으며, 브루클린-맨해튼 교통공사(BMT)가 이중 계약으로 건설했다.
허리케인 샌디로 인해 손상된 캐나시 튜브 재건의 넓은 범위의 일부로 메트로폴리탄 교통국은 2017년 역을 보수하기 시작했다. 이 역의 베드포드 애비뉴 끝에는 2개의 새로운 계단이 건설되었고, 승강장 계단 용량 증가, 대합실 확장, 개찰구 추가, 새로운 엘리베이터가 설치되어 2020년 8월 6일에 개통되었다:3 드릭스 애비뉴 끝에는 2개의 새로운 계단이 추가되었고, 대합실 구역은 추가 개찰구를 설치하여 재설계되었으며, 새로운 승강장 계단이 건설되었다.:3 S2020년 11월에 상당한 완성이 예상되었으며, 예정대로 완료되었다. 새로운 입구는 환상적인 인물들 위로 떠오르는 해와 달을 묘사하는 마르셀 자마의 "No Less Than Everything Comes Together(모든 것이 합쳐지는 것 이상)"라는 제목의 벽화를 포함한다.

## 역 구조
| G        | 거리층      | 출구                                             |
| M        | 대합실      | 운임 구역, 역무실 틀:NYCS Platform Layout access |
| P 승강장 | 서행        | ← 8번로 방면 (1번로)                             |
| P 승강장 | 섬식 승강장 |                                                  |
| P 승강장 | 동행        | → 락어웨이 파크웨이 방면 (로리머 스트리트) →     |

베드포드 애비뉴역은 1면 2선의 간단한 섬식 승강장을 사용한다. 캐나시 방면 남행 열차가 주로 사용하는 선로는 Q1, 맨해튼 방면 북행 열차가 주로 사용하는 선로는 Q2로 표기된다. Q-접두사는 선로가 캐나시선에 속함을 나타내지만, 이는 MTA 관계자들만 사용하고 일반 대중은 사용하지 않는다.
베드포드 애비뉴역의 내벽은 기하학적인 모양과 "B" 장식이 있는 갈색과 녹색 모자이크 패턴을 가지고 있다.
승강장 위에는 두 개의 대합실이 있다. 하나는 서쪽의 베드포드 애비뉴에, 다른 하나는 동쪽의 드릭스 애비뉴에 있다. 승강장의 서쪽 끝에서 베드포드 애비뉴 대합실으로 올라가는 2개의 계단과 엘리베이터가 있고, 승강장의 동쪽 끝에서 드릭스 애비뉴 대합실로 올라가는 계단이 있다.:3

### 출구
두 세트의 출구 지점이 있다. 서쪽 출구는 4개의 거리 계단(베드포드 애비뉴와 북7번가의 남동쪽과 북동쪽 모퉁이로 각각 2개의 계단)으로 구성되어 있다. 또한 24시간 운영되는 부스와 교차로의 북동쪽 모퉁이까지 가는 엘리베이터를 갖추고 있다. 동쪽 출구는 북7번가와 드릭스 애비뉴(Driggs Avenue)의 남동쪽과 북동쪽 모퉁이로 각각 두 개의 계단이 있다.:1, 3 이 계단들 중 일부는 역에 원래부터 존재했던 것이고, 다른 일부는 2019년 증축의 일환으로 지어졌다. 증축의 일환으로 건설된 출구는 지하철 시스템의 다른 부분에 있는 향상된 역 이니셔티브역의 출구와 유사하며,:1 출구 외부에 다음 열차 도착 시기를 알리는 시계와 출구 밖에서 길을 찾을 수 있는 지도가 있다.

## 대중 문화
넷플릭스 드라마 데어데블에서, "인투 더 링"에서 포지 넬슨이 병장과 만나는 장면이 나온다. 브렛 마호니는 베드포드 애비뉴의 입구 밖에 있었고, 계단 통로의 표지판은 IND 8번로선의 50번가로 바뀌었다.